# Szotkówka (dopływ Olzy)
Szotkówka – rzeka, prawostronny dopływ Olzy o długości 21,29 km.
Jej źródła znajdują się w Świerklanach w południowej części Płaskowyżu Rybnickiego, wyniesionego do wysokości 280–290 m n.p.m. i pokrytego w większości lessem. Przepływa przez powiat wodzisławski, dalej przez Jastrzębie-Zdrój i znów przez tereny powiatu wodzisławskiego. W okolicach Godowa wpada razem z Lesznicą do Olzy.